# Kievs Högre Kvinnokurser

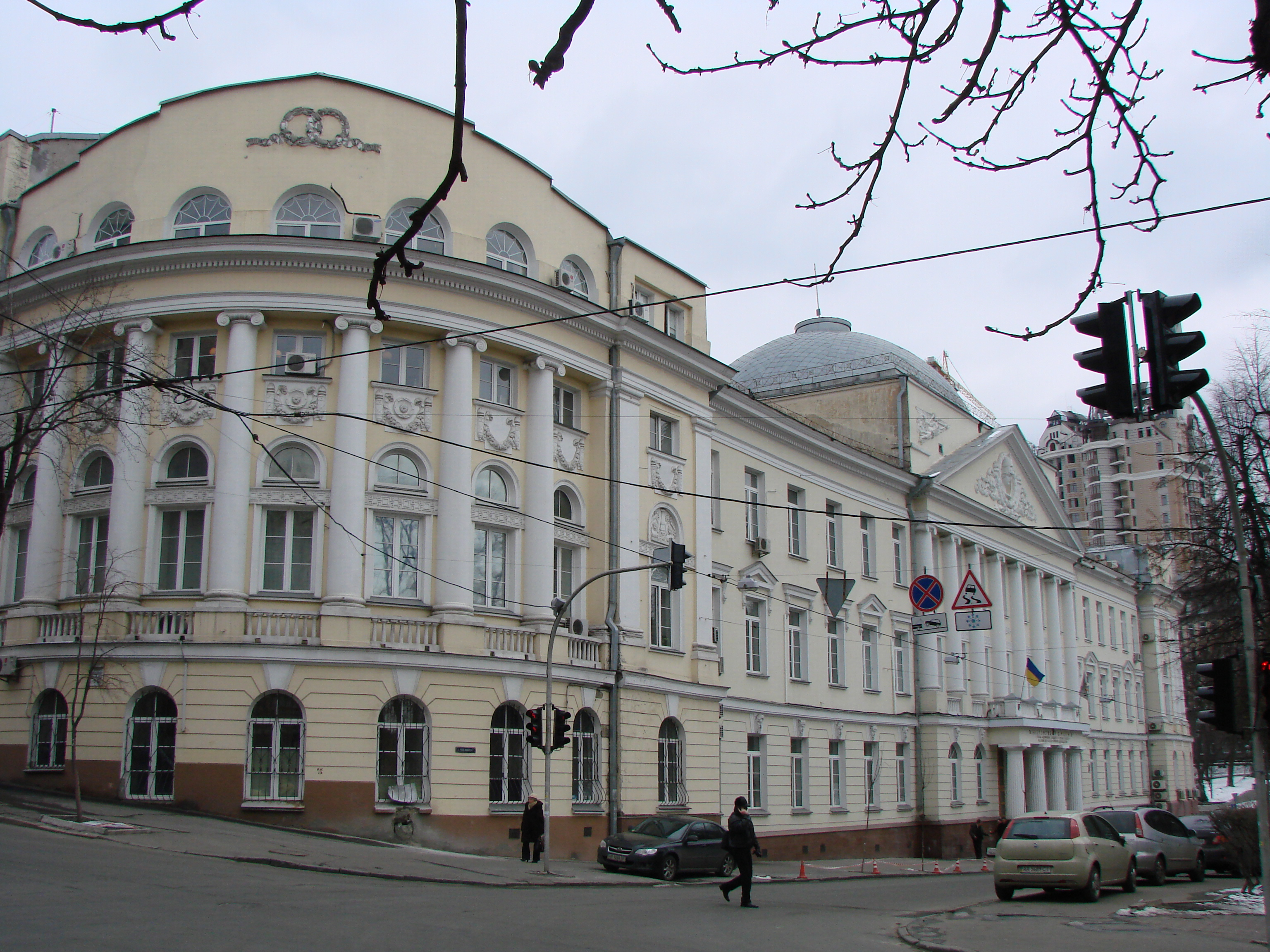
Skolbyggnaden.

Kievs högre kvinnokurser (KVZjK) (ryska: Киевские высшие женские курсы: Kijevskije vyssjevskije kursy) var en högre utbildningsanstalt för kvinnor i Kiev i Kejsardömet Ryssland, vilket var aktivt (1878—1889) och (1906—1917).
En kvinnorörelse uppkom i mitten av 1800-talet som begärde tillgång till högre utbildning för kvinnor. Tsarens regering tillmötesgick dessa krav för att undvika att kvinnor började studera utomlands och där kom i kontakt med politisk opposition. Dessa universitet erbjöd högre utbildning men inte samma typ av examen som män kunde få från statliga universitet. KVZjK var den första institution som gav kvinnor högre utbildning i Ukraina. De inrättades sedan även i Odessa 1879, Charkov 1880 och Jekaterinoslav 1916.